# Histoire de Poitiers

Les armoiries de la ville de Poitiers se blasonnent ainsi :
D'argent au lion de gueules, à la bordure de sable chargée de neuf besants d'or; au chef d'azur chargé de trois fleurs de lis d'or, brochant sur la bordure.
Historique : En 1199, Aliénor d'Aquitaine dota la commune de Potiers d'armoiries. La bordure de sable était alors chargée de douze monnaies d'or symbolisant les douze échevins. Son arrière-petit-fils le roi de France saint Louis donna en apanage la ville de Poitiers à son frère Alphonse en 1241. Le blason fut alors orné d'un chef de France supprimant trois besants.

L'histoire de Poitiers remonte au moins au IIe siècle av. J.-C.

## Antiquité

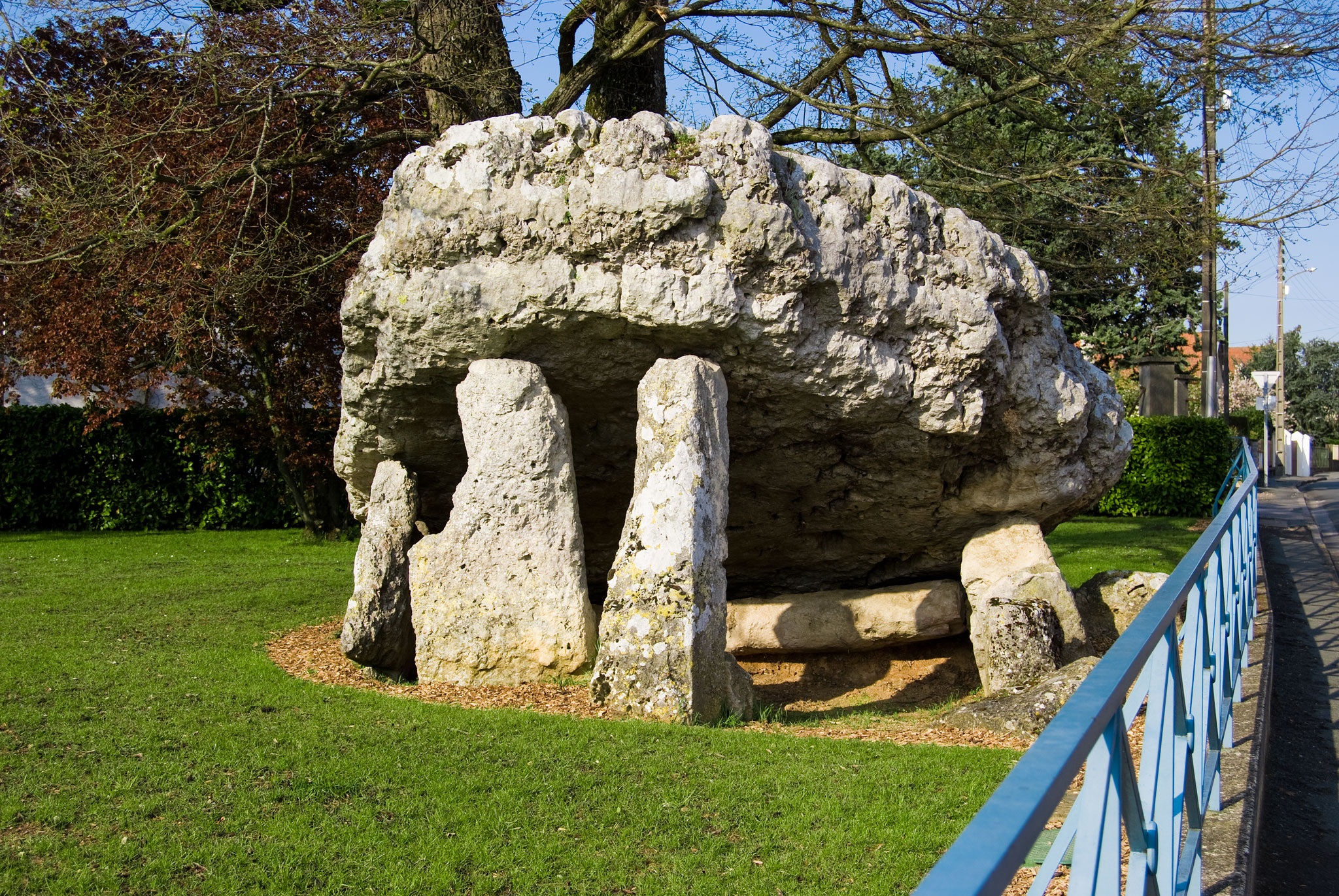
Dolmen néolithique de la Pierre Levée.

La ville existait déjà à l’arrivée de Jules César, sous la forme d’un oppidum gaulois, nommé Limonum ou Lemonum, qui signifie probablement « l'ormeraie » sur gaulois limo- ou lemo-, orme (cf. vieil irlandais lem, orme ; les lemovices (Limoges, Limousin), Limeuil, Limours, etc.),. Les Pictons étant partagés entre le soutien à Jules César et celui à Vercingétorix, la ville eut à subir un siège en 51 av. J.-C. Le chef des Andes, Dumnacos, rassemblant ses guerriers et les Pictons anti-Romains, assiégèrent le chef du parti de César, le Picton Duratios. L’intervention des légats Caius Caninius et Caius Fabius obligea Dumnacos à lever le siège.
La ville fut réaménagée selon le modèle romain comme partout en Gaule, ici dès le Ier siècle de notre ère, et dotée d’arènes qui pouvaient accueillir de 20 000 à 30 000 personnes selon les estimations, de plusieurs thermes, de plusieurs aqueducs, dont un alimenté à la source de Fleury, et dont le parcours est encore suivi aujourd’hui par la conduite qui mène l’eau à Poitiers.
Il est probable qu’au IIe siècle de notre ère, la ville fut la capitale de la province d’Aquitaine. D’une part l’on sait que Burdigala (Bordeaux) ne fut capitale qu’au IIIe siècle, d'autre part aucune inscription ne mentionne Saintes comme capitale au IIe siècle. L'aristocratie de la cité est alors riche et très bien intégrée à l'empire romain : Marcus Sedatius Severianus, originaire de Poitiers entra au sénat de Rome, puis devint consul en 153.
Vers la fin du IIIe siècle, une épaisse muraille qui contenait des éléments de temples, des pierres gravées, des vestiges de bâtiments antiques en réemploi, est construite autour de la ville, qui est réduite au sommet du promontoire. Avec 50 ha intra muros, contre par exemple 32 ha à Bordeaux, capitale de la province, le castrum (ville fortifiée) de Poitiers fait partie des plus importants dans la Gaule du Bas-Empire, cependant on est encore loin par ces dimensions de certaines enceintes du Haut-Empire comme celles d'Autun, de Nîmes ou de Toulouse.
Saint Hilaire évangélise la ville au IVe siècle. Les fondations du baptistère Saint-Jean datent de cette époque.
Au Ve siècle des troupes de fédérés Taïfales et Sarmates y furent cantonnées.

## Moyen Âge
À l'époque médiévale, Poitiers tire parti de son site défensif, et de sa situation géographique, loin du centre du pouvoir franc. Cette position lui permet souvent de jouir d'une relative autonomie, au sein de la principauté aquitaine.

### Au Moyen Âge
Tout le sud-ouest des Gaules, l'Aquitaine Seconde ayant été cédée par traité en 418 par l'Empereur d'Occident Honorius aux Wisigoths,(officieusement en échange de Galla Placidia, sœur d'Honorius et fille de l'Empereur d'Orient Théodose II, retenu en otage par les Wisigoths depuis le sac de Rome en 410). Poitiers vers 500 devient Capitale de l'Aquitaine Seconde des Wisigoths d'Alaric II. Il déplace sa capitale de Toulouse afin de mieux contrer les percées des Francs de Clovis(sac de bordeaux en 497) fédérés eux aussi à l'Empire Romain. Toutefois Alaric II se fait battre à la bataille de Vouillé,(ou Voulon) en 507, par Clovis.
Siège d'un évêché depuis le IVe siècle, la ville est également la capitale du comté du Poitou, dont les comtes dirigent à partir du Xe siècle une importante principauté regroupant le Poitou et l'Aquitaine.
L'abbaye Sainte-Croix, première abbaye de femmes, est fondée par sainte Radegonde au VIe siècle, qui échappe ainsi à son époux Clotaire Ier. Elle prend ce nom lorsque l'empereur Justin Ier fait don à la reine d'un morceau de la Vraie Croix. C'est également l'époque de Venance Fortunat, évêque de Poitiers et poète. C'est au VIIe siècle que l'abbé Mellebaude fait construire l'hypogée des Dunes.
Vers 800, sacre de Charlemagne - le futur Empereur Francs des Romains Louis le Pieux, fils de Charlemagne, roi d'Aquitaine, fait bâtir un de ses quatre palais  à Chasseneuil-du-Poitou.
En 840, Pépin II d'Aquitaine essaie de profiter de la mort de son père Louis le Pieux pour reconquérir son royaume, et tente de s’emparer de Poitiers, mais échoue. Il est chassé par l’armée de Charles le Chauve alors qu’il assiégeait à nouveau la ville.
Des bourgs fortifiés s'établissent autour de la ville, toujours sur le promontoire : autour des abbayes (Sainte-Croix, abbaye Saint-Hilaire ; Montierneuf, au XIe siècle). À cette époque, on distingue les citoyens, habitants de la cité fortifiée des Romains, les bourgeois, habitant les bourgs, et les rustici, ou paysans, qui habitaient sur le promontoire, mais en dehors d'un bourg protecteur. Cette distinction disparut avec la construction par Aliénor d'Aquitaine de la muraille médiévale qui ceignit tout le promontoire, cité, bourgs et espaces intermédiaires.
Au IXe siècle, le nom de Grand-rue apparait dans les chartes. C'est la plus ancienne trace d'un nom de rue conservée en Europe. Cette rue correspond à la ligne de plus faible pente, et donc la moins fatigante, pour monter du gué (actuel pont) Saint-Joubert au plateau, et elle est un itinéraire remontant à l'Âge du Fer. Grossièrement orienté est-ouest, il servit d'axe decuman au quadrillage orthogonal des rues à l'époque romaine.
Le IXe siècle est aussi l’époque des invasions Normandes : ils arrivent à Poitiers la première fois en 853, sont battus en 855, puis la dévastent en 857. En 863, ils brûlent Saint-Hilaire-le-Grand et obtiennent une rançon de la ville, qui est incendiée en 865. En 955, Poitiers est assiégée par le duc de France, Hugues le Blanc, qui doit lever le siège au bout de deux mois par manque de vivres. En 988, c’est le comte-duc Guillaume IV qui repousse Hugues Capet qui assiégeait la ville.

### Apogée des comtes de Poitiers-ducs d'Aquitaine
Les comtes de Poitiers-ducs d'Aquitaine   commandèrent de nombreux travaux dans leur ville. On peut citer l'église (1069) puis l'abbaye Saint-Jean de Montierneuf de Poitiers (1076), fondées par Guillaume VIII ; le palais ducal, reconstruit après l'incendie de 1043 et embelli par Aliénor d'Aquitaine ; le marché neuf, toujours par la duchesse Aliénor. Celle-ci épouse le roi de France Louis VII, le 25 juillet 1137. Au début de leur règne, en 1138 , Poitiers se constitue en commune libre. Le couple royal réagit rapidement, et la ville est assiégée et reprise sans effusion de sang,.
Aliénor d'Aquitaine fit construire une nouvelle muraille au XIIe siècle longue de 6 000 mètres, enserrant tout le promontoire. Elle fut complétée par deux barrages sur la Boivre, qui créaient des retenues d'eau permanentes dans la vallée étroite.
Progressivement, des libertés et franchises sont accordées aux habitants de la ville de Poitiers. La première charte est accordée par Guillaume le Troubadour (1086-1126), et confirmée par Guillaume X. Elle accorde la liberté de mariage (le seigneur n’a plus son mot à dire avant le mariage d’une femme ou d’une veuve de Poitiers), reconnaît un droit de propriété aux habitants de Poitiers, leur accorde des garanties lors d’un jugement et la possibilité d’être libérés sous caution. Les mêmes libertés sont accordés aux étrangers s’installant à Poitiers. La route de Saint-Jacques-de-Compostelle passant par Poitiers, la ville accueille de nombreux pèlerins, qui y font halte pour vénérer les reliques de sainte Radegonde ou de saint Hilaire.

### Poitiers dans les luttes entre le roi de France et le roi d'Angleterre

#### La domination angevine
Les mariages d'Aliénor firent passer Poitiers successivement sous l'administration capétienne (mariage de 1137), puis sous la domination des  Plantagenêts (mariage en 1152). Ses deux mariages et son rôle de reine la tinrent éloignée de son duché. De 1168 à 1173, elle y dirige sa principauté de manière plus autonome, bien que toujours sous le contrôle d'Henri.
En 1173, lors de la révolte des fils d’Henri II contre leur père, la ville de Poitiers, comme la plupart des villes du sud du domaine Plantagenêt, soutient le roi. Elle est récompensée par une charte de commune, probablement accordée en même temps ou peu après celle de La Rochelle (en 1175), en tout cas pas après 1187. Elle est confirmée en 1199 par Aliénor d'Aquitaine, et le premier beffroi d'Europe fut construit. En 1282, la ville voit son importance confirmée par l'établissement d'un Poids le roi (sorte de bureau des Poids et mesures) en même temps que les villes aux foires importantes de Champagne, Provins et Troyes, et Albi.
Aliénor d'Aquitaine meurt dans sa ville natale de Poitiers, le 1er avril 1204. La ville est prise par les alliés de Philippe Auguste le 10 août 1204, et, comme presque toutes les possessions continentales des Plantagenêts (Normandie, Anjou, etc.), rattachée au domaine royal.
Les Hospitaliers de l'Ordre de Saint-Jean de Jérusalem prennent le relais des Templiers et installent à Poitiers leur grand prieuré d'Aquitaine, en 1317.

#### La guerre de Cent Ans
Au XIVe siècle, la ville échoit en apanage au troisième fils de Jean II le Bon, le duc Jean Ier de Berry (commanditaire des Très Riches Heures du duc de Berry). Il embellit le palais des ducs d'Aquitaine, en y aménageant notamment le donjon (dit tour Maubergeon).
Pendant les heures les plus noires de la guerre de Cent Ans, la ville accueillit le Parlement royal en 1418. C'est donc à Poitiers que Jeanne d'Arc fut examinée en 1429 par les théologiens (pour statuer sur ses voix) et par des matrones (pour vérifier sa virginité) avant de recevoir le commandement de l’ost royal. Profitant de la faveur royale et de la présence de nombreux érudits parisiens exilés, Poitiers obtient la création d'une université en 1431. Celle-ci compte 4 000 étudiants à la fin du XVe siècle.
Avec les imprimeurs et les libraires gravitant autour de l'institution, la ville devient un centre intellectuel, réputé pour sa faculté de droit. Rabelais fréquenta la ville, Calvin vint y prêcher.

## DuXVIesiècleà laRévolution française

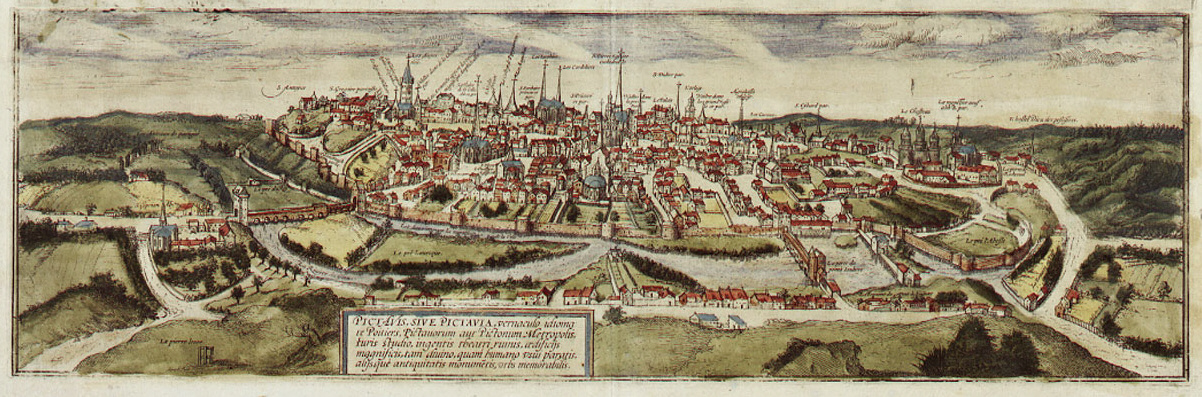
Poitiers au XVIe siècle (gravure de 1572).

La ville s'assoupit peu à peu économiquement à la Renaissance, et gagne une image de ville vieillotte, aux rues tortueuses, qui n'a pas su évoluer. De fait, peu de changements ont lieu à cette époque dans le tissu urbain, à part le percement de la rue de la Tranchée, et la construction de ponts qui remplacent les anciens gués. Quelques hôtels particuliers sont construits à la Renaissance : hôtels Jean Baucé, Fumé, Berthelot, notamment.
Les poètes Joachim du Bellay et Pierre Ronsard sympathisent à l'université de Poitiers, avant de monter à Paris. Seul esprit de valeur qu'elle ait produit après le XVIe siècle, Descartes n'en parle que pour la dénigrer.
La ville tire sa prospérité essentiellement de ses fonctions administratives : justice royale, évêché, monastères, et l'intendance de la généralité. C'est d'ailleurs de l'intendance que viennent quelques évolutions à la fin du XVIIIe siècle : le vicomte de Blossac, intendant de 1750 à 1784, fait aménager un jardin de 9 hectares qui porte son nom, sur un ancien terrain vague, avec allées rectilignes ombragées, théâtre de verdure, et kiosque à musique. Il fait également abattre la muraille d'Aliénor d'Aquitaine, et aménager des boulevards sur leur emplacement. Ces boulevards évitent à la grande route reliant Paris à Bordeaux de pénétrer dans la vieille ville. Toujours dans le même souci de rationalisation des itinéraires, le Pont-Neuf est construit en 1778.

### Guerres de religion
Calvin passe à Poitiers, où il est caché de ses poursuivants par des convertis (d’où le lieu-dit la Grotte à Calvin).
En août et septembre 1569, l’amiral de Coligny met le siège devant la ville. La défense est organisée par le duc de Guise, qui n’était pas encore le Balafré et son frère le duc de Mayenne, mais avec l’artillerie, il devient facile de la bombarder du plateau. Le siège est levé le 7 septembre, quand l’annonce de l’attaque de Châtellerault par le duc d’Anjou parvient à Coligny.
Comme presque toutes les villes du royaume, Poitiers adhère à la Ligue après l’assassinat du duc de Guise et à l’avènement du roi huguenot, Henri de Navarre. Cependant, elle s’en détache assez rapidement : lorsque le gouverneur ligueur meurt au début de 1591, son maire le remplace, et son remplaçant envoyé par le duc de Mayenne ne peut entrer dans la ville. Mais elle ne se rallie pas encore au nouveau roi : comme la majorité du royaume, elle est attentiste. Un nouveau siège a lieu de juin à août 1593 (Agrippa d'Aubigné y participe), par l’armée royale (fidèle à Henri IV). La conversion du roi en juillet 1593 ne suffit pas. La ville ne se rallie qu’en juin 1594, après le sacre à Chartres, puis l’entrée du roi à Paris (22 février et 22 mars).
En 1634, la ville est le cadre d'une session judiciaire extraordinaire, les Grands Jours de Poitiers, dont un des objectifs était la réaffirmation de l'autorité royale sur les communautés calvinistes de l'ouest de la province.

## LeXVIIIesiècleà l'Empire
En 1780, Poitiers approche le nombre de 20 000 habitants. Elle est la capitale de sa généralité, elle possède son Intendance, son Université, son Évêché, vingt-quatre paroisses ainsi qu'un présidial. Profondément catholique elle ressent néanmoins l'élan de déchristianisation du XVIIIe siècle. Une lutte entre les jansénistes et les jésuites s'instaurent, dans laquelle Saint-Aulaire, évêque de Poitiers, soutient les jésuites. Cependant l'université de Poitiers et le chapitre de la cathédrale Saint Pierre sont profondément jansénistes et gallicans. Une opposition s'installe, notamment avec le chapitre de Saint Hilaire, très ultramontain.

Le marquis de Roux, dans La Révolution à Poitiers et dans la Vienne (1911), considère que ces querelles théologiques font partie des causes de la Révolution ainsi que l'essor de l'idéal de la franc-maçonnerie en France. 
L'initié apprenait à reconnaître dans l'égalité maçonnique un idéal qu'il devait servir et réaliser dans le monde profane. Quant au sens qu'il convenait de donner ce mot d'égalité, aux applications qu'il en fallait faire, l'histoire des Loges de Poitiers fournit de piquantes précisions. La Révolution à Poitiers et dans la Vienne (1911).

### La Révolution

#### Les arbres de la liberté
Le premier arbre de la liberté est planté le 3 juin 1792. La plantation au parc de Blossac donne lieu à une fête populaire, avec distribution de pain aux pauvres et feu de joie. Tous les officiels et la garde nationale sont présents. L’arbre de la liberté est le lieu où ont lieu de nombreuses cérémonies révolutionnaires, où aboutissent les cortèges. Ainsi, c’est devant cet arbre que le cantique des Marseillais (future Marseillaise) est chanté pour la première fois de manière solennelle à Poitiers (21 octobre 1792). C’est aussi à son pied qu’on brûle le manifeste de Brunswick et que se font les engagements à la suite de la proclamation de la Patrie en danger (5 août 1792 à Poitiers), que se font les dons patriotiques. C’est aussi devant lui qu’a lieu la fête de l'Être suprême (20 prairial an II (8 juin 1794)).
Par la suite, ce symbole fort de la Révolution est multiplié, et chaque plantation est l’occasion d’une fête et provoque le déplacement des autorités. C’est d’abord la compagnie de l’Espérance qui plante le sien (26 juin), suivi du club politique des Amis de la Constitution le 4 juillet. Le 11 avril 1793, c’est place d’Armes qu’un nouvel arbre de la liberté est planté ; en décembre, deux autres sont plantés place de la Révolution (actuelle place de la Liberté) et dans la cour de l’échevinage. Ces arbres doivent mourir rapidement, puisque trois d’entre eux sont remplacés dès février 1794. Celui de la place d’Armes doit encore être replanté, après avoir été arraché par une tempête en février 1795. Si les autorités ne se pressent pas pour le replanter (la municipalité attend un an), le peuple se rend en masse à la plantation. Celui du parc National est replanté en 1798.
Outre ces plantations faites à l’initiative ou avec le concours de la municipalité, plusieurs arbres sont plantés dans les quartiers ou les casernes, sur initiative populaire : c’est le cas de l’arbre de la caserne Sainte-Catherine (actuellement Rivaud) en mars 1794, mais aussi de trois arbres plantés dans l’ancien collège Sainte-Marthe (collège Henri IV), de la place Montierneuf, des faubourgs de la Cueille Mirebalaise, Saint-Saturnin (proche du Pont-Neuf), de la Tranchée et de Montbernage, de l’École normale, de la place du Département (actuelle place du Marché Notre-Dame).
Les arbres de la liberté sont aussi les cibles de la réaction royaliste : en messidor an VII, ceux de la place d’Armes et de la place de la Révolution sont attaqués à la scie, et des slogans royalistes sont peints dessus.

## DuXIXesiècleà nos jours

### XIXesiècle
En 1815, sur la route de l'exil qui le mène de Paris à Rochefort, le désormais ex-empereur Napoléon Ier passe par Poitiers.
En 1822, le complot carbonaro du général Berton est déjoué. Il est jugé à Poitiers, et c’est le procureur Mangin (futur préfet de police lors des Trois Glorieuses) qui requiert contre lui la peine de mort, exécutée place du Pilori (depuis place de la Liberté).
Au XIXe siècle, de nombreuses casernes sont construites, faisant de Poitiers une ville de garnison, loin des frontières :
- le quartier Aboville (instruction des recrues) aux Dunes, est achevé en 1878 ;
- lui sont rattachés le parc d'artillerie et le parc à fourrage ;
- le quartier Dalesme, aménagé dans l'ancien monastère de Montierneuf ;
- caserne Rivaud (125e régiment d'infanterie) ;
- caserne Sainte-Catherine, dans un ancien monastère ;
- et enfin la création d'un champ de tir à Vouillé complète le dispositif.

Le Second Empire modernise quelque peu la ville, essentiellement à l'occasion du passage du chemin de fer à Poitiers. La gare est construite dans les anciens marais entretenus de la Boivre. Une rampe fut construite pour franchir l'à-pic de trente mètres entre le vieux centre et la gare (boulevard Solférino), au débouché duquel on déménagea la préfecture, dans un nouveau bâtiment de style Louis XIII (brique et chaînages et ouvertures en pierre blanche) ; la place de la préfecture fut également construite dans ce style.
En 1849, Louis-Édouard Pie, est préconisé évêque de Poitiers par Pie IX, et il fut consacré le 25 novembre dans la basilique Notre-Dame de Chartres. Ce chef de file du courant ultramontain et légitimiste fit construire la statue de Notre-Dame des Dunes en 1875 dans l'objectif d'expier les péchés de la Commune. En réaction à l'érection de cette statue, la loge maçonnique nommée La Solidarité, créée en 1889, fait ériger une statue place de la Liberté en 1903.
De juin à août 1899, la ville organise une Exposition industrielle et internationale. Â cette occasion, les organisateurs incluent un "village noir", zoo humain présentant des colonisés dans le cadre d'un village fictif et pratiquant des activités sensées distraire les spectateurs.

### LeXXesiècle
Poitiers est une importante ville de garnison en 1914. Y stationnent :
- le 125e régiment d'infanterie ;
- le 68e régiment d'infanterie territoriale ;
- la 9e brigade d'artillerie avec :
  - le 49e régiment d'artillerie de campagne (depuis 1911) ;
  - le 20e régiment d'artillerie de campagne (depuis 1874).

Un bastion monarchiste s'implante dans Poitiers au début du XXe siècle. En effet, le marquis de Roux, juriste de l'Action Française est élu bâtonnier du barreau de Poitiers en 1922 et s'installe place de la Liberté.

Sa maison située au numéro 14, se transforme peu à peu en local provincial de l'Action Française :
La maison de Poitiers, place du Pilori au moment où nous la connûmes, plus tard place de la Liberté, ne fit qu'un avec nos divers toits de Paris, rappelait Charles Maurras. 
Le comte Fruchard soutient l'implantation de cette section à Poitiers, il n'est pas le seul à soutenir et s'agréger à cette section, on dénombre également Paul Robain étudiant en droit à Poitiers. De plus le groupe des Dames Royalistes et d'Action Française est fondé à Poitiers par la marquise de Mac-Mahon en 1926.

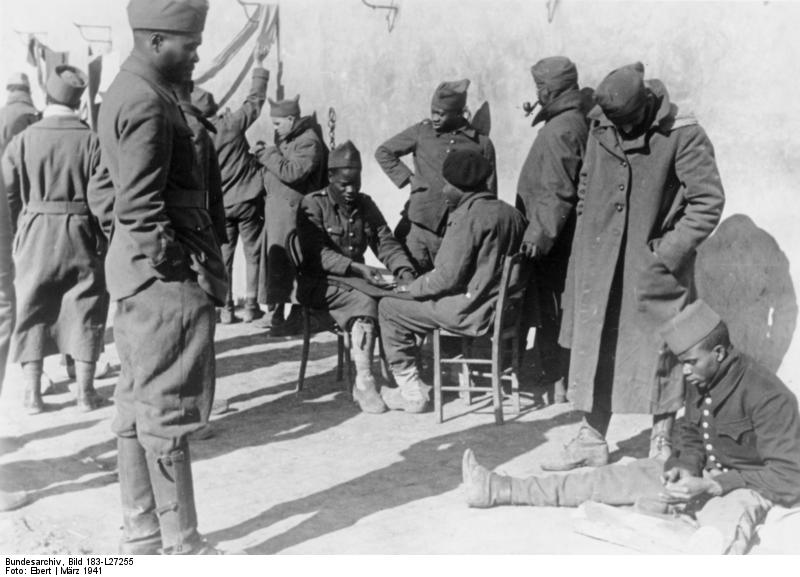
Prisonniers de guerre français à Poitiers (troupes coloniales) en mars 1941.

Après avoir accueilli des milliers de réfugiés mosellans (septembre 1939) et le gouvernement belge en exil (mai-juin 1940), Poitiers est placée en zone occupée par les Allemands. Des réseaux de résistance se développent, mais le préfet Bourgain collabore très efficacement avec les services allemands, que ce soit pour les réquisitions ou les rafles d’opposants (communistes notamment), de résistants (démantèlement du réseau Louis Renard en 1942) ou la rafle des juifs de Poitiers (janvier 1942). Ceux-ci sont acheminés au camp de la route de Limoges, puis à Drancy, avant les camps d’extermination.
Fournissant relativement peu de militants à la collaboration, Poitiers accueille néanmoins l’école des francs-gardes à la caserne des Dunes. En 1944, la ville subit deux bombardements : sont visées justement la caserne des Dunes, qui est partiellement détruite le 1er août 1944, et surtout la gare, le 13 juin, qui est entièrement détruite (173 civils morts). La ville est évacuée par les Allemands le 4 septembre, le comité départemental de libération s’installe le 5 septembre.
Après la Seconde Guerre mondiale, le camp de la route de Limoges sert à l’internement des Miliciens et des collaborateurs. Il est ensuite converti en caserne pour la CRS 91. Le camp de la Chauvinerie sert aux prisonniers de guerre des armées de l'Axe, et jusqu'à 7300 militaires y sont retenus.
En 1948, un arbre de la liberté est planté au square des Coloniaux, en souvenir de la révolution de 1848.